# Andreas Klaus

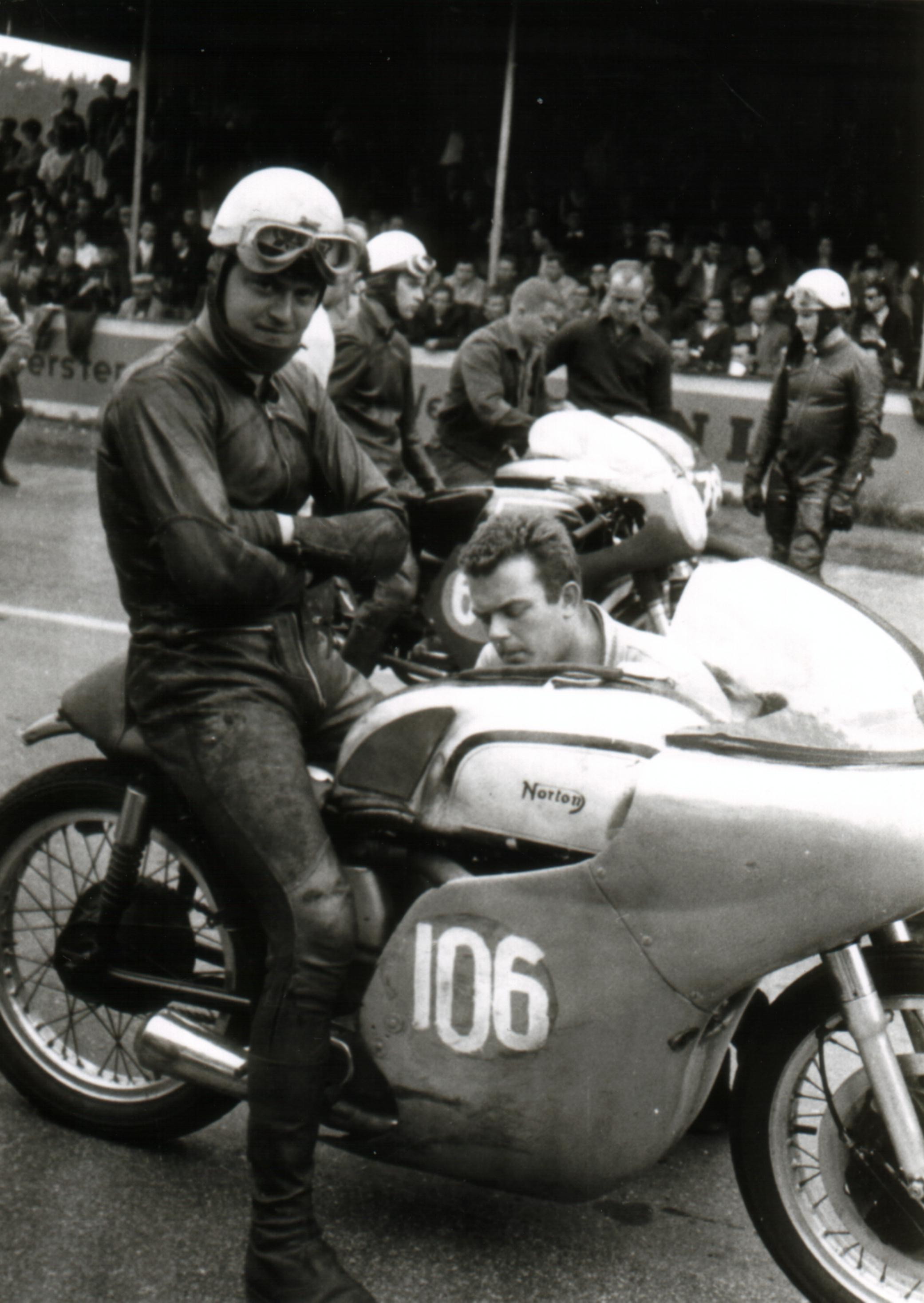
Andreas Klaus 1963 in Hockenheim

Andreas Klaus (* 15. Dezember 1937 in Friedberg/Bayern) ist ein ehemaliger deutscher Motorradrennfahrer.
Er wurde als Privatfahrer auf Norton Deutscher Straßenmeister der Jahre 1962 und 1963 in der Klasse bis 350 cm³. Klaus war in späteren Jahren engagiert im Vorstand des Motorsportclubs Augsburg (MCA) und lebt heute in Friedberg als Kfz.-Meister im Ruhestand.

## Leben
Andreas Klaus begann 1951 eine Lehre als Kraftfahrzeug-Mechaniker im elterlichen Betrieb. Sein Vater Andreas Klaus senior war selbst Motorradfahrer, so dass er schon früh mit dem Zweirad in Berührung kam. Zu dieser Zeit war auch schon Werner Haas im Augsburger Raum aktiv und nahm weiteren Einfluss. Erste Fahrversuche unternahm Klaus im Gelände, als 17-Jähriger wurde er Süddeutscher Jugendmeister im Motocross.
Zur Geburt des ersten Sohnes 1964, Andreas junior, beendete Andreas Klaus die Rennfahrer-Tätigkeit, legte die Meisterprüfung im Kfz.-Mechaniker-Handwerk ab und übernahm den elterlichen Betrieb 1968. Er baute das Autohaus aus, war Vertragshändler für Fahrzeuge des italienischen Fiat-Konzerns und übergab den Betrieb schließlich 2002 an Jürgen, den jüngeren seiner zwei Söhne.

## Erfolge
- 1954 – Süddeutscher Jugendmeister Motocross
- 1957 – Deutscher Jugendmeister im Straßenrennen bis 250 cm³
- 1961 – Deutscher Vizemeister im Straßenrennen bis 350 cm³
- 1962 – Deutscher 350-cm³-Meister auf Norton
- 1963 – Deutscher 350-cm³-Meister auf Norton

## Verweise